# Pu Jün-čchao-kche-tche
Pu Jün-čchao-kche-tche (čínsky pchin-jinem Bù Yúnzhāokètè, znaky zjednodušené 布云朝克特), * 19. ledna 2002 Bortala, Sin-ťiang) je čínský profesionální tenista. Ve své dosavadní kariéře na okruhu ATP Tour nevyhrál žádný turnaj. Na challengerech ATP a okruhu ITF získal devět titulů ve dvouhře.
Na žebříčku ATP byl ve dvouhře nejvýše klasifikován v dubnu 2025 na 64. místě a ve čtyřhře v říjnu 2023 na 274. místě. Trénují ho Ricardo Ojeda Lara a Jü Ťin-sing.
V čínském daviscupovém týmu debutoval v roce 2022 montevidejskou 2. světovou skupinou proti Uruguayi, v níž prohrál dvouhru s Martinem Cuevasem a po boku Tche Ž'-ke-leho i čtyřhru. Číňané přesto zvítězili 3–2 na zápasy. Do listopadu 2024 v soutěži nastoupil ke třem mezistátním utkáním s bilancí 1–2 ve dvouhře a 0–2 ve čtyřhře.

## Soukromý život
Narodil se roku 2002 v Mongolském autonomním kraji Bortala, součásti čínské autonomní oblasti Sin-ťiang, do rodiny etnických Mongolů. Jeho otec zemřel v útlém dětství. Matka se znovu provdala a přestěhovala do Po-čou. Podle mongolské tradice přikládat dominantní význam rodinné linii otce, žil s prarodiči z otcovy strany, kteří však nemluvili standardní čínštinou. Aby mohl získat kvalitní vzdělání byl poslán do SOS dětské vesničky v ujgurském velkoměstě Urumči. V roce 2007, kdy mu bylo pět let, rozpoznal jeho tenisový talent kouč Luo Jung a o rok později začal trénovat v městském areálu Chu-čou. Klíčovou roli v rozvoji jeho kariéry sehrál trenér Jü Ťin-sing. V roce 2021 se stal členem Ferrerovy tenisové akademie v Alicante.

## Tenisová kariéra
Do kvalifikace grandslamu poprvé zasáhl ve Wimbledonu 2023. Časnou porážku mu přivodil Belgičan Raphaël Collignon po třísetovém průběhu. Na okruhu ATP Tour debutoval, vyjma daviscupových utkání, ve 21 letech říjnovým Rolex Shanghai Masters 2023 v kategorii ATP 1000. Po obdržení divoké karty mu v rozhodující sadě úvodního kola skrečoval Srb Miomir Kecmanović pro nachlazení. Ve druhém kole podlehl dvacátému šestému hráči žebříčku Sebastinu Kordovi. Zisk druhého kariérního challengeru, během května 2024 ve Wu-si, z něj ve 22 letech učinil nejmladšího čínského držitele více než jednoho challengerového titulu. Ve finále zdolal Jegora Gerasimova. V grandslamové dvouhře se premiérově představil na US Open 2024 po zvládnuté tříkolové kvalifikaci. V jejím průběhu vyřadil Japonce Jasutaku Učijamu, Chorvata Bornu Goju a třetího nasazeného Aslana Karaceva z konce první stovky klasifikace. V úvodním kole newyorské dvouhry však nenašel recept na norskou světovou osmičku Caspera Ruuda, proti níž nezískal žádný set.
Na úvodním ročníku zářijového Hangzhou Open 2024 v Chang-čou poprvé postoupil na túře ATP do čtvrtfinále i semifinále. Po udělení divoké karty jej nezastavili Francouz Hugo Gaston ani světová třiadvacítka Karen Chačanov. Jako šestý Číňan otevřené éry tak prošel mezi poslední osmičku v této úrovní tenisu. Po výhře nad Kazachstáncem Michailem Kukuškinem však v semifinále podlehl krajanu Čangu Č’-čenovi, uzavírajícímu první padesátku. V open éře proti sobě nastoupili teprve počtvrté dva čínští hráči, a poprvé v semifinále. Po skončení debutoval v první světové stovce, když mu 23. září 2024 patřilo 96. místo žebříčku ATP. Stal se tak čtvrtým čínským tenistou v Top 100 od zavedení klasifikace v roce 1973. O týden později se opět představil v semifinále, když jako první čínský muž postoupil do této fáze pekingského China Open. Cestou pavoukem premiérově vyřadil příslušníky světové dvacítky, světovou devatenáctku Lorenza Musettiho a šestku Andreje Rubljova. Jako první čínský muž tak na jediném turnaji, hraném na tvrdém povrchu, porazil více členů z Top 20 žebříčku ATP a jako první Číňan na okruhu ATP Tour dosáhl semifinálové fáze na dvou navazujících turnajích. Do finále jej však nepustila italská světová jednička Jannik Sinner. Po skončení poprvé figuroval v Top 70 světové klasifikace.. Porážku v úvodním kole říjnového Rolex Shanghai Masters 2024 mu přivodil Američan Alex Michelsen.

## Tituly na challengerech ATP a okruhu ITF
| Legenda                  |
| ------------------------ |
| D – dvouhra; Č – čtyřhra |
| Challengery (3 D; 0 Č)   |
| ITF (6 D; 0 Č)           |

### Dvouhra (9 titulů)
| Č. | datum         | turnaj             | okruh             | povrch | poražený finalista     | výsledek           |
| -- | ------------- | ------------------ | ----------------- | ------ | ---------------------- | ------------------ |
| 1. | duben 2022    | Monastir, Tunisko  | World Tennis Tour | tvrdý  | Mattia Bellucci        | 6–4, 6–2           |
| 2. | květen 2022   | Monastir, Tunisko  | World Tennis Tour | tvrdý  | Ray Ho                 | 6–4, 7–5           |
| 3. | květen 2022   | Monastir, Tunisko  | World Tennis Tour | tvrdý  | Alberto Barroso Campos | 6–1, 6–7(4–7), 6–3 |
| 4. | červen 2022   | Čiang Raj, Thajsko | World Tennis Tour | tvrdý  | Šintaró Imai           | 6–3, 7–5           |
| 5. | červen 2022   | Čiang Raj, Thajsko | World Tennis Tour | tvrdý  | Cchuej Ťie             | 6–1, 6–4           |
| 6. | srpen 2022    | Tbilisi, Gruzie    | World Tennis Tour | tvrdý  | Edan Lešem             | 6–3, 2–6, 6–3      |
| 7. | duben 2023    | Soul, Jižní Korea  | Challenger        | tvrdý  | Aleksandar Vukic       | 7–6(7–4), 6–4      |
| 8. | květen 2024   | Wu-si, Čína        | Challenger        | tvrdý  | Jegor Gerasimov        | 6–4, 6–1           |
| 9. | červenec 2024 | Granby, Kanada     | Challenger        | tvrdý  | Térence Atmane         | 6–3, 6–7(7–9), 6–4 |